# Рів'єра-Біч (Флорида)
Рів'єра-Біч (англ. Riviera Beach) — місто (англ. city) в США, в окрузі Палм-Біч штату Флорида. Населення — 37 604 особи (2020).

## Географія
Рів'єра-Біч розташована за координатами 26°46′57″ пн. ш. 80°4′20″ зх. д. / 26.78250° пн. ш. 80.07222° зх. д. (26.782614, -80.072151).  За даними Бюро перепису населення США в 2010 році місто мало площу 26,54 км², з яких 22,09 км² — суходіл та 4,45 км² — водойми.

### Клімат
| Клімат : Рів'єра-Біч         | Клімат : Рів'єра-Біч | Клімат : Рів'єра-Біч | Клімат : Рів'єра-Біч | Клімат : Рів'єра-Біч | Клімат : Рів'єра-Біч | Клімат : Рів'єра-Біч | Клімат : Рів'єра-Біч | Клімат : Рів'єра-Біч | Клімат : Рів'єра-Біч | Клімат : Рів'єра-Біч | Клімат : Рів'єра-Біч | Клімат : Рів'єра-Біч | Клімат : Рів'єра-Біч |
| Показник                     | Січ.                 | Лют.                 | Бер.                 | Квіт.                | Трав.                | Черв.                | Лип.                 | Серп.                | Вер.                 | Жовт.                | Лист.                | Груд.                | Рік                  |
| Абсолютний максимум, °C      | 31,7                 | 32,2                 | 35,0                 | 37,2                 | 37,2                 | 37,8                 | 38,3                 | 37,2                 | 36,1                 | 35,0                 | 33,3                 | 32,2                 | 38,3                 |
| Середній максимум, °C        | 23,9                 | 25,0                 | 26,1                 | 27,8                 | 30,0                 | 31,7                 | 32,2                 | 32,2                 | 31,1                 | 29,4                 | 26,7                 | 24,4                 | 28,4                 |
| Середній мінімум, °C         | 13,9                 | 15,0                 | 16,7                 | 18,9                 | 21,7                 | 23,3                 | 24,4                 | 24,4                 | 23,9                 | 22,2                 | 18,9                 | 15,6                 | 19,9                 |
| Абсолютний мінімум, °C       | −3,3                 | −2,8                 | −3,3                 | 3,3                  | 7,2                  | 15,6                 | 17,8                 | 18,3                 | 16,1                 | 7,8                  | 2,2                  | −4,4                 | −4,4                 |
| Норма опадів, мм             | 80                   | 75                   | 117                  | 93                   | 115                  | 211                  | 146                  | 202                  | 212                  | 130                  | 121                  | 86                   | 1588                 |
| ---------------------------- | -------------------- | -------------------- | -------------------- | -------------------- | -------------------- | -------------------- | -------------------- | -------------------- | -------------------- | -------------------- | -------------------- | -------------------- | -------------------- |
| Джерело: The Weather Channel |                      |                      |                      |                      |                      |                      |                      |                      |                      |                      |                      |                      |                      |

## Демографія
Згідно з переписом 2010 року, у місті мешкало 32 488 осіб у 12 380 домогосподарствах у складі 7979 родин. Густота населення становила 1224 особи/км².  Було 17124 помешкання (645/км²).
Расовий склад населення:
| - 65,9 % — чорних або афроамериканців - 27,0 % — білих - 2,4 % — азіатів - 0,4 % — корінних американців - 0,1 % — вихідців з тихоокеанських островів - 2,0 % — осіб інших рас |

До двох чи більше рас належало 2,3 %. Частка іспаномовних становила 7,4 % від усіх жителів.
За віковим діапазоном населення розподілялося таким чином: 25,0 % — особи молодші 18 років, 60,1 % — особи у віці 18—64 років, 14,9 % — особи у віці 65 років та старші. Медіана віку мешканця становила 37,5 року. На 100 осіб жіночої статі у місті припадало 91,6 чоловіків;  на 100 жінок у віці від 18 років та старших — 88,4 чоловіків також старших 18 років.
Середній дохід на одне домашнє господарство  становив 63 131 долар США (медіана — 40 675), а середній дохід на одну сім'ю — 70 615 доларів (медіана — 44 822). Медіана доходів становила 34 142 долари для чоловіків та 30 580 доларів для жінок. За межею бідності перебувало 23,5 % осіб, у тому числі 40,5 % дітей у віці до 18 років та 10,6 % осіб у віці 65 років та старших.
Цивільне працевлаштоване населення становило 14 903 особи. Основні галузі зайнятості: освіта, охорона здоров'я та соціальна допомога — 23,5 %, мистецтво, розваги та відпочинок — 14,0 %, роздрібна торгівля — 13,6 %.